# Bülent Arınç
Bülent Arınç (prononcé [byˈlent aˈɾɯntʃ]), né le 25 mai 1948 à Bursa, est un avocat et  homme politique turc. Cofondateur du Parti de la justice et du développement (AKP), il est vice-Premier ministre dans le gouvernement Erdoğan III, reconduit dans le gouvernement Davutoğlu I.

## Formation
Bülent Arınç est diplômé de la faculté de droit de l'université d'Ankara en 1970. Il débute ensuite une carrière d'avocat.
En 2013, Bülent Arınç, il déclare envisager que le musée Sainte-Sophie (Constantinople) redevienne une mosquée. À cet effet, une commission parlementaire a été créée.

## Vie politique
En 1995, il se présente pour la première comme député de Manisa pour le Parti du bien-être (RP).
Le 24 novembre 2020, il démissionne du Haut conseil consultatif présidentiel présidé par le président turc Recep Tayyip Erdoğan après que ce dernier a rejeté son idée de libérer Selahattin Demirtaş et Osman Kavala.